# Rouslan Zaparaniouk
Rouslan Vassylovytch Zaparaniouk (en ukrainien : Руслан Васильович Запаранюк) est une personnalité politique ukrainienne née en 1974 à  Nyjni Stanivtsi, en Ukraine.

## Biographie
En 1997, Rouslan Zaparaniouk est diplômé de l'université nationale de Tchernivtsi, puis, en 2003, de l'institut de commerce et d'économie de Tchernivtsi de l'université nationale de commerce et d'économie de Kiev.
Il travaille à différents postes dans le secteur financier de la région de Tchernivtsi. Depuis juillet 2014, il était le chef de la branche du département régional de Tchernivtsi d'Oschadbank.
Lors des élections locales de 2020, il se présente sa candidature au conseil régional de Tchernivtsi, sans succès.
Rouslan Zaparaniouk est nommé gouverneur de l’oblast de Tchernivtsi le 11 juillet 2022 par Volodymyr Zelensky, à la suite de  Serhiy Ossatchouk,.